# سي إن كيه (نظام تشغيل)

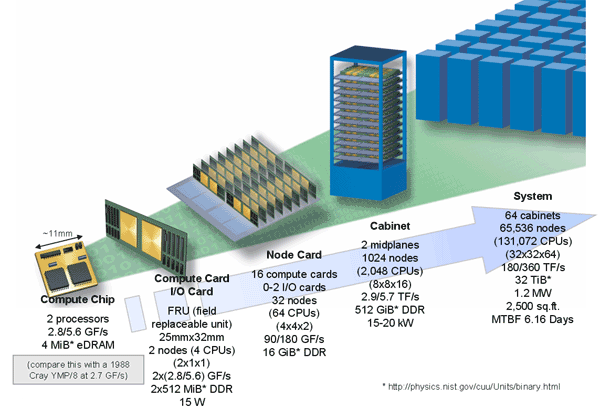
تدرج بناء الجينة الزرقاء وسي إن كى يعمل عليها

سي إن كى وهي اختصار للجملة (Compute Node Kernel) نظام تشغيل على مستوى النود من شركة أي بي إم للعمل على حاسوبها الفائق الجينة الزرقاء.
سي إن كى هو نواة سريعة تعمل على كل نود على حدى وتدعم تشغيل برنامج واحد من قبل مستخدم واحد. من أجل تشغيل فعال، تم المحافظة على تصميم سي إن كى بسيط وصغير، ويطبق في كود يضم حوالي 5000 سطر برمجي بلغة البرمجة سي++.